# Mursallı, Şarköy
Mursallı là một xã thuộc huyện Şarköy, tỉnh Tekirdağ, Thổ Nhĩ Kỳ. Dân số thời điểm năm 2011 là 396 người.